# Никифоров, Сергей Михайлович
Серге́й Миха́йлович Ники́форов (р. 1950) — российский политический деятель. Депутат Ленинградского Городского Совета XXI созыва (1990—1993), Депутат Государственной думы второго созыва (1996—1999).
Родился 31 августа 1950 года в Ленинграде. Окончил химический факультет Ленинградского Университета. С 1972 по 1990 год работал научным сотрудником в Радиевом институте им. В. Г. Хлопина, занимался математическим моделированием физико-химических процессов распространения радиоактивных веществ в природных средах. Кандидат наук. В 1986—1988 годах принимал участие в ликвидации последствий аварии на Чернобыльской АЭС.
В 1990 году избран депутатом Санкт-Петербургского Городского Совета. В Городском Совете С. М. Никифоров работал заместителем председателя комиссии по экологии и коммунальному хозяйству.
	В 1993 году Сергей Никифоров создал в Санкт-Петербурге Международный экологический центр по управлению и технологиям (ECAT-St.Petersburg), учредителями которого стала  администрация города, Комиссия Европейского Союза и мэрия города-побратима Гамбурга, и стал его руководителем. Центр способствовал внедрению на предприятиях города передовых отечественных и зарубежных технологий охраны окружающей среды и обращения с промышленными  отходами, привлечению технической помощи и инвестиций в природоохранную сферу и коммунальное хозяйство. Международный экологический центр уделял большое внимание экологическому просвещению, поддержке негосударственных общественных организаций, добивающихся обеспечения прав граждан на здоровую окружающую среду.  В 1999 году ECAT-St.Petersburg был признан лучшим проектом в области охраны окружающей среды, осуществленным ЕС в государствах СНГ. За большой вклад в охрану окружающей среды С.М. Никифорову была присуждена премия Международного Фонда Балтийского моря.
В 1995 году Сергей Никифоров был избран депутатом Государственной Думы Федерального Собрания Российской Федерации от 208 Западного избирательного округа Санкт-Петербурга. Выдвинут партией «Яблоко». В Парламенте Сергей Никифоров работал в комитете по бюджету налогам банкам и финансам. Он принимал участие в работе над законодательными актами в сфере бюджета, финансов, налогов, таможенного регулирования, использования природных ресурсов. Другими направлениями его законотворческой деятельности были охрана окружающей среды и повышение конкурентоспособности отечественного транспорта. За годы депутатской деятельности С. М. Никифоров внес лично и в соавторстве более 20 законопроектов. Он принимал участие в работе над Бюджетным кодексом Российской Федерации, Налоговым кодексом, Таможенным кодексом, Кодексом торгового мореплавания, Законом РФ «О таможенном тарифе», Законом РФ «Об охране и использовании культурного наследия народов РФ».
С 2000 по 2001 год С. Никифоров работал заместителем министра финансов Московской области, руководил бюджетным управлением, отвечал за межбюджетные отношения в области, за взаимодействие с федеральными органами власти.
С декабря 2001 года по июль 2006 года С. Никифоров был директором направления «Муниципальные финансы и межбюджетные отношения» в фонде «Институт экономики города».
За время работы в Фонде «Институт экономики города» С. М. Никифоровым разработаны методы перехода к бюджетированию, оргиентированному на результат, методы многолетнего финансового планирования, рекомендации по регулированию межбюджетных отношений с использований формализованных методик, рекомендации по разработке инвестиционно-заемной политики.
Специальной целью одного из проектов, которым он руководил, было вовлечение населения в процессы управления общественными финансами сельских поселений, подготовка сельских муниципальных консультантов для работы с населением и органами МСУ, разработка планов повышения качества услуг и способов контроля за их исполнением, развитие в сельских поселениях форм социального партнерства.
Работа С. М. Никифорова была направлена на распространение навыков местного самоуправления, непосредственное вовлечение граждан в обсуждение законопроектов, в процессы принятия решений, формирование системы органов управления, открытой для контроля и чуткой к потребностям жителей, основанной на четком разделении функций, взаимном уважении, ответственности перед обществом, укрепление демократии и конституционного строя.
В 2007—2008 году С. М. Никифоров руководил проектом «Реструктуризация бюджетной сферы и повышение эффективности расходов региональных и местных бюджетов Чувашской Республики». По оценке Министерства финансов России, сделанной в 2009 году, Чувашская Республика добилась наилучших результатов в проведении бюджетной реформы.
С 2008 по 2011 год Сергей Никифоров работал заместителем руководителя аппарата фракции «Справедливая Россия» в Государственной Думе. В его обязанности входила организация работы фракции по обсуждению законопроектов, внесенных на рассмотрение Государственной Думы, обеспечение работы экспертной группы фракции, вырабатывающей позицию фракции по законопроектам, предложенным к рассмотрению на пленарных заседаниях Государственной Думы, обеспечение работы Экспертного совета при фракции. За существенный вклад в развитие законодательства Российской Федерации и парламентаризма в Российской Федерации, обеспечение прав и свобод граждан Российской Федерации, за активную общественно-политическую деятельность С. М. Никифоров награждён Почетной грамотой Государственной Думы Федерального Собрания Российской Федерации.